# Мейпл-Ридж (Огайо)
Мейпл-Ридж (англ. Maple Ridge) — переписна місцевість (CDP) в США, в окрузі Магонінґ штату Огайо. Населення — 667 осіб (2020).

## Географія
Мейпл-Ридж розташований за координатами 40°54′45″ пн. ш. 81°2′54″ зх. д. / 40.91250° пн. ш. 81.04833° зх. д. (40.912506, -81.048372).  За даними Бюро перепису населення США в 2010 році переписна місцевість мала площу 4,91 км², з яких 4,77 км² — суходіл та 0,15 км² — водойми.

## Демографія
Згідно з переписом 2010 року, у переписній місцевості мешкала 761 особа в 305 домогосподарствах у складі 219 родин. Густота населення становила 155 осіб/км².  Було 326 помешкань (66/км²).
Расовий склад населення:
| - 97,2 % — білих - 0,5 % — чорних або афроамериканців - 0,1 % — корінних американців - 0,1 % — азіатів |

До двох чи більше рас належало 1,8 %. Частка іспаномовних становила 0,4 % від усіх жителів.
За віковим діапазоном населення розподілялося таким чином: 23,3 % — особи молодші 18 років, 61,9 % — особи у віці 18—64 років, 14,8 % — особи у віці 65 років та старші. Медіана віку мешканця становила 42,8 року. На 100 осіб жіночої статі у переписній місцевості припадало 96,1 чоловіків;  на 100 жінок у віці від 18 років та старших — 95,3 чоловіків також старших 18 років.
Середній дохід на одне домашнє господарство  становив 49 437 доларів США (медіана — 37 784), а середній дохід на одну сім'ю — 56 883 долари (медіана — 43 889). За межею бідності перебувало 13,7 % осіб, у тому числі 29,2 % дітей у віці до 18 років та 4,0 % осіб у віці 65 років та старших.
Цивільне працевлаштоване населення становило 439 осіб. Основні галузі зайнятості: виробництво — 35,3 %, освіта, охорона здоров'я та соціальна допомога — 23,7 %, мистецтво, розваги та відпочинок — 17,5 %, науковці, спеціалісти, менеджери — 13,2 %.